# سونیا بوخوشیه‌ویچ
سونیا بوخوشیه‌ویچ (لهستانی: Sonia Anna Bohosiewicz؛ زادهٔ ۹ دسامبر ۱۹۷۵) بازیگر ارمنی‌تبار اهل لهستان است. وی از سال ۱۹۹۴ میلادی تاکنون مشغول فعالیت بوده است.

## گزیدهٔ نقش‌آفرینی‌ها

### سینما
- خرده‌دهقانان (۲۰۲۳)
- خدایان (۲۰۱۴)
- جستجوی سراسری (۲۰۱۲)
- ۸۰ میلیون (۲۰۱۱)
- طعمه (۲۰۰۹)
- صفر (۲۰۰۹)

### تلویزیون
- تشخیص (۲۰۱۹–۲۰۱۷)
- دادستان (۲۰۱۵)
- دوران افتخار (۲۰۱۴–۲۰۱۳)
- قانون حقیقی (۲۰۱۲)
- دهن‌به‌دهن (۲۰۱۱–۲۰۱۰ و ۲۰۲۱–۲۰۲۰)
- ۳۹ و نیم (۲۰۰۹–۲۰۰۸)
- عشق اول (۲۰۰۷)
- پرستار کودک (۲۰۰۷)
- ماگدا ام. (۲۰۰۵)
- در خوشی و سختی (۲۰۰۴ و ۲۰۱۶)
- سال‌های شیرین (۱۹۹۹)

## یادداشت

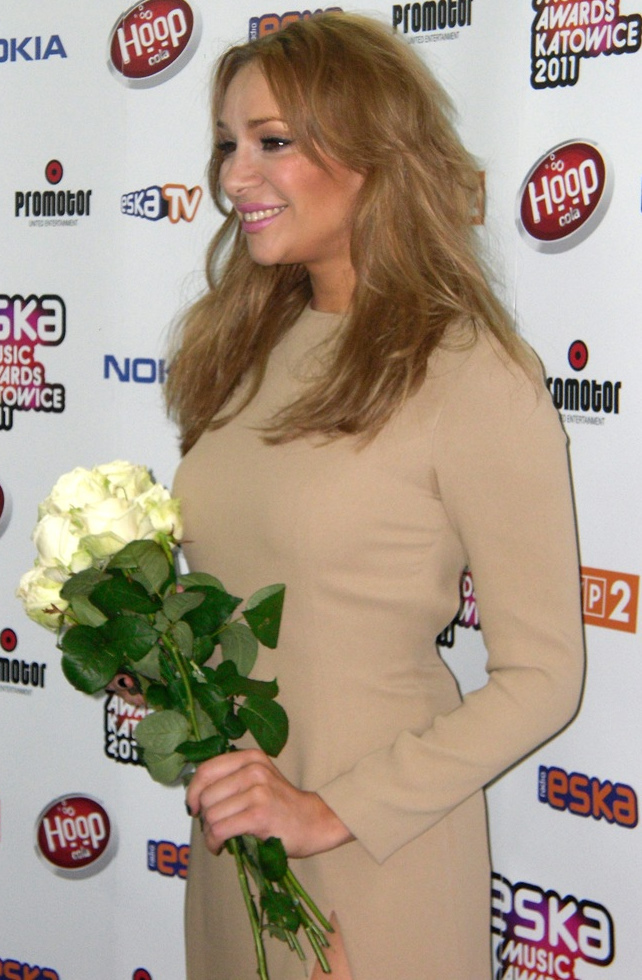
سونیا در مراسم اهدای جوایز موسیقی اسکا در سالن اسپودک در کاتوویتسه، ۲۸ مه ۲۰۱۱

1. ↑  نام اصلی خانوادگی وی بوقوسه‌ویچ (ارمنی: Բոհուսևիչը (Բողոսևիչ)) است.[۲]